# البعثة الهولندية الأولى إلى نوسانتارا
البعثة الهولندية الأولى إلى نوسانتارا (إندونيسيا اليوم) هي بعثة اسكتشافية امتدت منذ عام 1595 وحتى عام 1597. كان لهذه البعثة دور مساعد في فتح تجارة التوابل الإندونيسية أمام التجار الذي شكلوا لاحقًا شركة الهند الشرقية الهولندية، ما أدى إلى انتهاء هيمنة الإمبراطورية البرتغالية على المنطقة.

## خلفية
خلال القرن السادس عشر، كانت تجارة التوابل مغرية بشدة، لكن الإمبراطورية البرتغالية احتكرت مصدر تلك التوابل، وهو إندونيسيا. كان التجار الهولنديون راضين، لفترة من الزمن، بقبول هيمنة البرتغال، واشتروا جميع توابلهم من لشبونة في البرتغال، فكانوا يكسبون ربحًا مقبولًا عند بيع تلك التوابل في باقي أنحاء أوروبا. لكن في تسعينيات القرن السادس عشر، دخلت إسبانيا -التي اندلعت حربٌ بينها وبين هولندا (الأراضي المنخفضة)- في اتحاد سلالي مع البرتغال (الاتحاد الإيبيري)، ما يعني أن استمرار التجارة أمر مستحيل عمليًا. لم يقبل الهولنديون أبدًا بهذا الأمر، وسعوا إلى الالتفاف على الاحتكار البرتغالي للتوابل والتوجه مباشرة نحو إندونيسيا، لكنهم احتاجوا إرشادات وخرائط للإبحار للوصول إلى إندونيسيا التي يحرسها البرتغاليون.
في عام 1592، نشر رسام الخرائط بيتروس بلانسيوس سلسلة من الخرائط والمخططات تظهر بالتفصيل الطرق المؤدي إلى جزر الهند. بعد فترة قصيرة من نشر تلك الخرائط، التقى ثلاثة من تجار أمستردام بشكل سري، وعملوا على إرسال بعثة نحو إندونيسيا. التجار هم يان يانس كارل وهيندريك هوده ورينير باوف. إحدى أولى الأشياء التي قام بها هؤلاء الرجال هي إرسال ابن خال باوف، المدعو كورنيليس دي هاوتمان، إلى لشبونة، والتنكر بشخصية تاجر. طُلب من هاوتمان التأكد من صحة خرائط بلانسيوس ومحاولة العثور على أي معلومات متعلقة بجزر الهند الشرقية. ثم في شهر ديسمبر من عام 1592، عاد يان هويخن فان لينسخوتن من إقامته الطويلة في جوا، الهند، ثم تعاون مع الرحالة المشهور برناردوس بالودانوس لنشر رواية عن رحلاته التي احتوت كمية كبيرة من المعلومات المتعلقة بجزر الهند الشرقية، والتي أكدت موثوقية جميع خرائط بلانسيوس وأضافت المزيد إليها. في أوائل العام 1594، عاد دي هاوتمان من لشبونة.
امتلك التجار الهولنديون حينها جميع المعلومات المطلوبة، وشرعوا يبحثون عن أموال لتمويل البعثة. استطاعوا جلب ست تجار آخرين وشكلوا جميعًا شركة المسافات البعيدة: بيتر هاسيلار ويان بوبن وهندريك بيويك ودير فان أوس وسيفرت سيم وآريند تين غروتن هاويس. تمكنت الشركة من جمع 290 ألف غلدر، ووظفوا تلك الأموال لبناء 4 سفن وتزويدها بالمعدات، وتلك السفن هي ماوريتيوس وأمستردام وهولانديا ودافكن.
بلغ عدد أعضاء البعثة 248 ضابطًا ورجلًا. تولى مجلس السفن مهمة قيادة السفن الأربع، وتألف المجلس من ربابنة السفن والتجار الذين عُيّنوا لكل سفينة، بالإضافة إلى بضعة أشخاص آخرين. كان لدى بعض الأشخاص مرتبة رفيعة، فسمحت لهم مرتبتهم بالتحدث عن إحدى المشاكل، وكان كورنيليس دي هاوتمان أحد هؤلاء. قبل مغادرة السفن، تدرب جميع الملاحين على يد بيتروس بلانسيوس. أما الملاح الرئيس، فكان بيتر ديركشون كايزر.

## الرحلة
أبحر الأسطول من ميناء تيسل في الثاني من شهر أبريل عام 1595. قضى أعضاء البعثة وقتًا ممتعًا في البداية، فعبروا جزر الكناري في السادس والعشرين من شهر أبريل ورسوا في جزيرة مايو في التاسع عشر من شهر أبريل، لكن الرياح توقفت بعد فترة قصيرة، ولم يستطيعوا التقدم إلا ببطء. لم تعبر البعثة خط الاستواء حتى الرابع من شهر يونيو، ولم تبصر أفريقيا حتى الثاني من شهر أغسطس. في شهر أكتوبر، رست البعثة في مدغشقر، حيث اضطر أفرادها إلى البقاء هناك لـ 6 أشهر.